# Маркерсдорф (Саксонија)
Маркерсдорф (њем. Markersdorf) општина је у њемачкој савезној држави Саксонија. Једно је од 59 општинских средишта округа Герлиц. Према процјени из 2010. у општини је живјело 4.246 становника. Посједује регионалну шифру (AGS) 14626300.

## Географски и демографски подаци
Маркерсдорф се налази у савезној држави Саксонија у округу Герлиц. Општина се налази на надморској висини од 242 метра. Површина општине износи 62,4 km². У самом мјесту је, према процјени из 2010. године, живјело 4.246 становника. Просјечна густина становништва износи 68 становника/km².

## Међународна сарадња
| Мјесто | Држава | Врста сарадње | Од    |
| ------ | ------ | ------------- | ----- |
|        | Пољска | партнерство   | 1996. |
| Извор  |        |               |       |